# Israel Gaither
Israel L Gaither, född 27 oktober 1944, kommendör i Frälsningsarmén som var stabschef vid FA:s internationella högkvarter i London 2002-2006.
Gaither var en av de fem kandidater som Frälsningsarméns höga råd valde bland när de på våren 2006 utsåg efterträdaren till General John Larsson.
12 maj 2006 tog han som första afroamerikan över ledarskapet för Frälsningsarmén i USA och samtidigt blev hans fru, Eva, president för kvinnoorganisationerna inom FA i USA. 
Israel Gaither växte upp som son till en Baptistpredikant i New Castle, Pennsylvania. Han utbildades vid FA:s officersskola i New York och kompletterade med studier vid Gordon College och Pittsburgh Theological Seminary innan han ledde några församlingar i Pennsylvania och New York. Han blev Amerikas första svarta divisionschef i southern New England and western Pennsylvania, och den första territoriella ledaren för USA:s östra territorium. Han har också varit ledare för Sydafrikaterritoriet.
Makarna Gaither, som blev officerare 1964, möttes under sin utbildning vid officersskolan och de har varit gifta sedan 1967.